# Starý Mlýnec

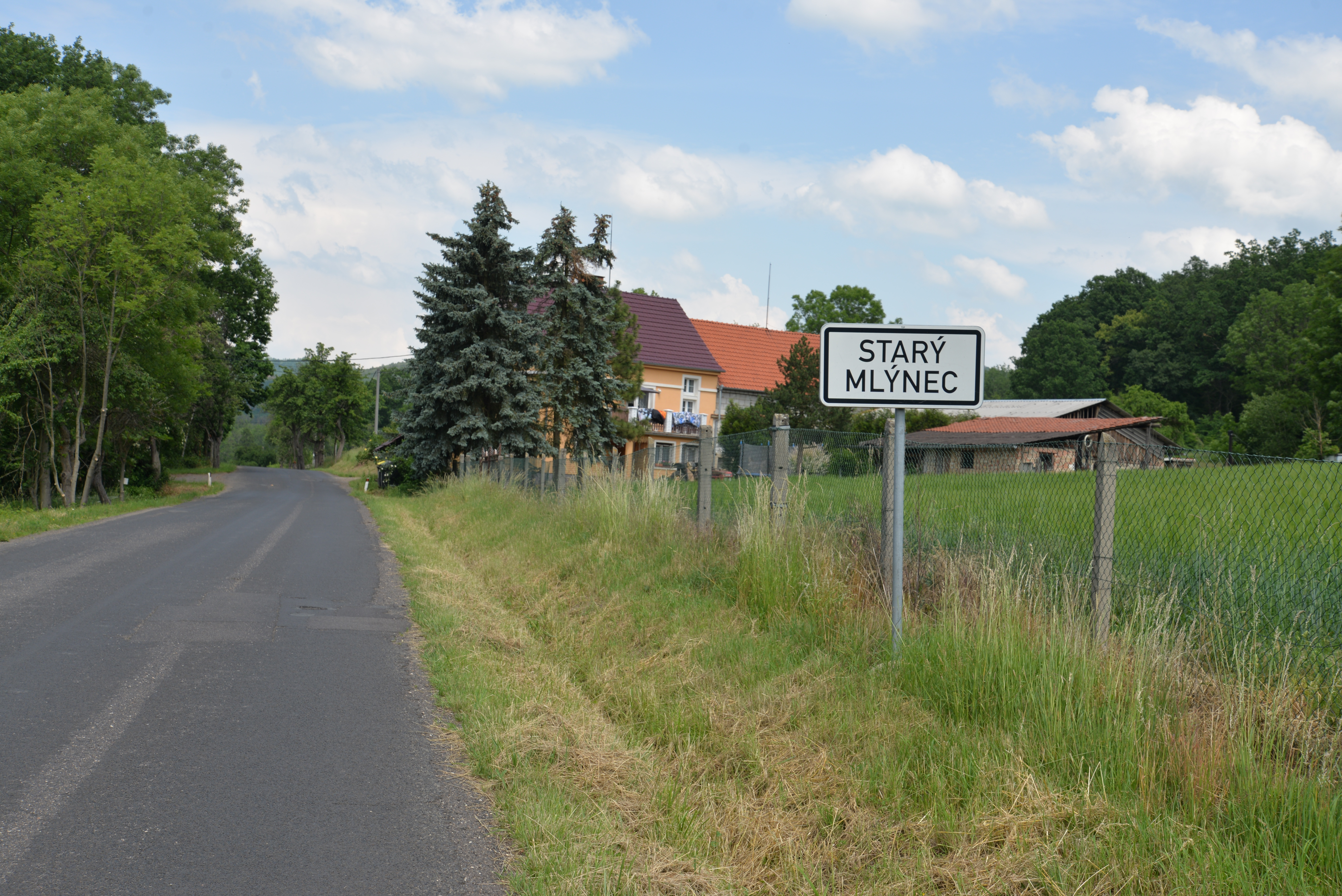
Ortseingang von Starý Mlýnec

Starý Mlýnec (deutsch Alt Lenzel) ist ein Ortsteil der Gemeinde Ploskovice (deutsch Ploschkowitz) im Okres Litoměřice der Tschechischen Republik.

## Geographische Lage
Der Ort liegt ca. sechs Kilometer nordöstlich von Litoměřice im Böhmischen Mittelgebirge.

## Geschichte
Die erste Erwähnung des Ortes findet sich bereits im Jahr 993 in der Gründungsurkunde des Břevnovský-Klosters. Die Existenz des Ortes wurde jedoch erst im Jahre 1115 offiziell bestätigt. Es handelt sich somit um eine der ältesten Siedlungen der dortigen Gegend. Im Jahr 1654 gab es drei Bauern, zwei Häuser, ein Gasthaus und eine Mühle. Im Jahr 1833 gab es vierzehn Häuser, in denen 81 Einwohner lebten. Vorherrschend waren Roggen- und Weizenfelder, Obstgärten und Hopfenanbau.
Starý Mlegnec lautete 1833 die tschechische Ortsbezeichnung.
Ab 1938/39 war Alt Lenzel als Ortsteil von Winney und lag im Reichsgau Sudetenland, Landkreis Leitmeritz, Regierungsbezirk Aussig. Hier lebten im Jahre 1940 78 Einwohner. Nach Ende des Zweiten Weltkrieges mussten die meisten deutschen Bewohner des Ortes diesen zwangsweise räumen und die Tschechoslowakei für immer verlassen.